# 托爾比約恩岩
托爾比約恩岩（英語：Torbjørn Rocks）是南極洲的岩層，位於毛德皇后地的阿斯特里德公主海岸，屬於穆利格-霍夫曼山脈的一部分，根據挪威探險隊的測量和拍攝的空中照片繪入地圖，現時由南極條約體系管理。